# Guldbagge
O Prêmio Guldbagge (em sueco:  Guldbaggen - Escaravelho de Ouro) é um prêmio de cinema entregue anualmente pelo Instituto Sueco do Cinema.
A primeira cerimônia ocorreu em 25 de setembro de 1964 no Grand Hotel em Estocolmo. Para serem qualificados, os longa-metragens devem ter no mínimo 73 minutos e serem considerados suecos através de um sistema de pontos que considera a nacionalidade dos artistas, o idioma e os principais patrocinadores. A exibição nos cinemas não é obrigatória para documentários e curta-metragens, ao invés disso, sua apresentação em determinados festivais é o que os qualifica.